# Anna Sophia Gram
Anna Sophia Gram, född i Kristianstad 1771, död 1835, var en svensk affärsidkare. 
Hon var dotter till landssekreterare och häradshövding Fredrik Grahm (d. 1790). Efter hennes fars död blev hon som föräldralös sin farbrors, Karlshamans borgmästares, myndling. Hon gifte sig inte och ansökte 1800 om att bli myndigförklarad. Hon hade intyg från sin bror, farbror, domaren och kyrkoherden, och intygades "fört en berömvärd levnad och med vördnad skött sin salighet, är känd för sitt goda omdöme och bör väl kunna ta hand om sin egendom". 
Som myndig blev hon engagerad i fiskhandel (förädlad sill). Hon tillhör den minoritet myndigförklarade kvinnor som är föremål för en biografi i Mig själv och mitt gods förvalta: 1800-tals kvinnor i kamp om myndighet, av Britt Liljewall. 